# Блізанувек
Блізанувек (пол. Blizanówek) — село в Польщі, у гміні Блізанув Каліського повіту Великопольського воєводства.
Населення — 329 осіб (2011).
У 1975-1998 роках село належало до Каліського воєводства.

## Демографія
Демографічна структура станом на 31 березня 2011 року:
|          | Загалом | Допрацездатний вік | Працездатний вік | Постпрацездатний вік |
| -------- | ------- | ------------------ | ---------------- | -------------------- |
| Чоловіки | 168     | 32                 | 118              | 18                   |
| Жінки    | 161     | 29                 | 97               | 35                   |
| Разом    | 329     | 61                 | 215              | 53                   |